# Kanton Albi-Ouest
Kanton Albi-Ouest (francouzsky Canton d'Albi-Ouest) je francouzský kanton v departementu Tarn v regionu Midi-Pyrénées. Tvoří ho tři obce.

## Obce kantonu
- Albi (západní část)
- Marssac-sur-Tarn
- Terssac